# سفارة اليابان في كندا
سفارة اليابان في كندا هي أرفع تمثيل دبلوماسي لدولة اليابان لدى كندا. تقع السفارة في أونتاريو وهي تهدف لتعزيز المصالح اليابانية في كندا.

## وصلات خارجية
- الموقع الرسمي
- قائمة سفارات اليابان
- قائمة السفارات في كندا